# Heywood (Norfolk)
Heywood – civil parish w Anglii, w hrabstwie Norfolk, w dystrykcie South Norfolk. Leży 27 km na południowy zachód od Norwich i 133 km na północny wschód od Londynu. Civil parish liczy 175 mieszkańców.